# دنیس آپهیل
دنیس آپهیل (انگلیسی: Dennis Uphill; ۱۱ اوت ۱۹۳۱ – ۷ فوریهٔ ۲۰۰۷) بازیکن فوتبال اهل بریتانیا بود.
از باشگاه‌هایی که در آن بازی کرده‌است می‌توان به باشگاه فوتبال تاتنهام هاتسپر، باشگاه فوتبال ردینگ، باشگاه فوتبال کاونتری سیتی، باشگاه فوتبال واتفورد، باشگاه فوتبال کریستال پالاس، و باشگاه فوتبال منزفیلد تاون اشاره کرد.